# Parpan
Parpan és un antic municipi del Cantó dels Grisons (Suïssa), situat al districte de Plessur. L'1 de gener juntament amb Malix va formar el nou municipi de Churwalden.